# Teatro comunale Cecilia Gallerani
Il Teatro comunale Cecilia Gallerani è un teatro pubblico del comune di San Giovanni in Croce in provincia di Cremona. Dal 2002 è intitolato a Cecilia Gallerani, la donna immortalata da Leonardo da Vinci nel ritratto della Dama con l'ermellino (opera oggi custodita nel Museo Czartoryski di Cracovia, in Polonia).

## Storia e descrizione

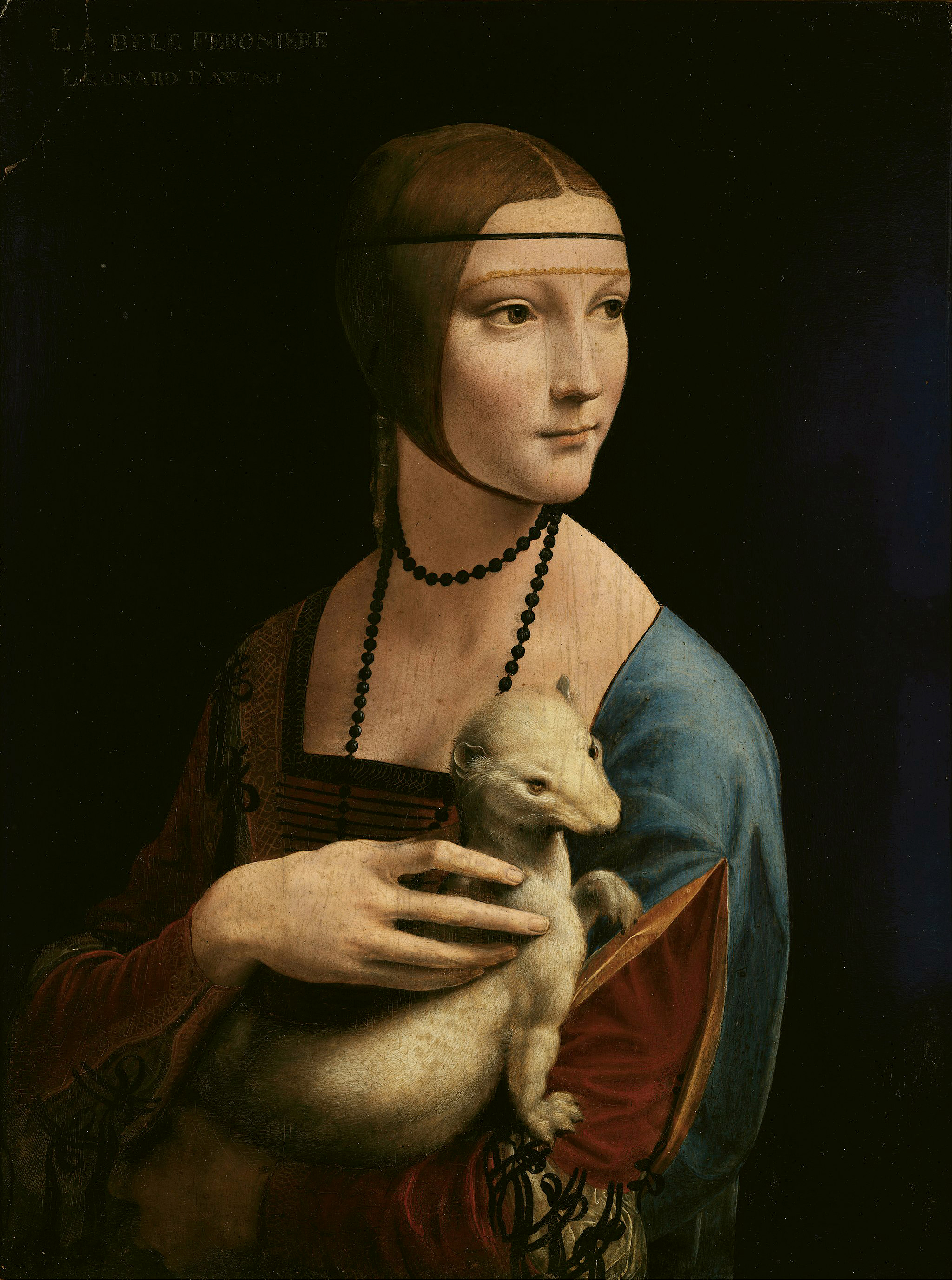
Dama con l'ermellino, opera di Leonardo da Vinci

La storia di questo teatro inizia il 3 maggio 1923, giorno nel quale la società fascista La Patriottica acquistava il terreno sul quale avrebbe poi fatto costruire l'edificio, sebbene la datazione precisa sull'inizio e la fine della sua edificazione non sono noti.
Fallita La Patriottica, nel 1932 il teatro venne acquistato dal comune di San Giovanni in Croce, a quel tempo ancora chiamato Palvareto (un comune formato nel 1928 dall'unione di San Giovanni in Croce e quello di Solarolo Rainerio, discioltosi poi nel 1947).
Dall'acquisto comunale, il teatro fiorì ininterrottamente fino agli anni '60, periodo nel quale ha inizio il progressivo decadimento e abbandono, che perdurò fino agli anni '80. Nel 1983 venne finalmente recuperato e restaurato, poi riadeguato nuovamente nel 2004. Dopo il restauro avvenne la nuova inaugurazione ufficiale in data 14 maggio 1983 e per l'occasione venne rappresentata dalla Compagnia Teatrale "I Guitti" la commedia Due dozzine di rose scarlatte del commediografo e sceneggiatore Aldo De Benedetti.
Nel 2002 venne ufficialmente intitolato a Cecilia Gallerani, importante personaggio della cultura cittadina, che è celebre per essere stata immortalata da Leonardo da Vinci nel ritratto della Dama con l'ermellino (opera oggi custodita nel Museo Czartoryski di Cracovia, in Polonia). Cecilia era una donna colta, poetessa ed esperta in latino, che in gioventù fu l'amante di Ludovico Sforza, detto "il Moro", e poi si sposò nel 1492 con il conte Ludovico Carminati di Brembilla (Ludovico Bergamini), feudatario di San Giovanni in Croce. I coniugi vissero in quella che oggi è nota come Villa Medici del Vascello.
Ad oggi, dopo il restauro, si presenta completamente recuperato alla sua funzionalità, quindi completo di servizi, spogliatoi, docce, impianti e serramenti. Internamente presenta 223 posti a sedere in totale, con precisamente 168 posti in platea e 55 posti in galleria, e con un palcoscenico di 54 m². È sede di rassegne di teatro e musica e di appuntamenti culturali. Negli ultimi anni è stato oggetto di manutenzione e integrazione degli impianti da parte dell'Amministrazione Comunale.